# San Miguel (Fernando de Peñalver)
Pour les articles homonymes, voir San Miguel.
San Miguel est l'une des trois divisions territoriales et statistiques dont l'une des deux paroisses civiles de la municipalité de Fernando de Peñalver dans l'État d'Anzoátegui au Venezuela. Sa capitale est San Miguel.

## Géographie

### Démographie
Hormis sa capitale San Miguel, la paroisse civile possède plusieurs localités dont :
- El Sapo
- Guamachito
- La China
- La Ganza
- Pedregal
- San Miguel
- Tocomicho